# ساراگیوغ
ساراگیوغ (به ارمنی: Սարագյուղ) یک شهر در ارمنستان است که در استان شیراک واقع شده‌است.  در  کیلومتری شمال گیومری، مرکز استان شیراک واقع شده است.

## خصوصیات
ساراگیوغ ۱۹۲ نفر جمعیت دارد و در ارتفاع  متر بالاتر از سطح دریا قرار گرفته است.